# Amt Brandenstein
Das Amt Brandenstein (auch: Gericht Brandenstein) war ein historisches Amt in der Grafschaft Hanau-Münzenberg aus der Rienecker Erbschaft.

## Funktion
In der Frühen Neuzeit waren Ämter eine Ebene zwischen den Gemeinden und der Landesherrschaft. Die Funktionen von Verwaltung und Rechtsprechung waren hier nicht getrennt. Dem Amt stand ein Amtmann vor, der von der Landesherrschaft eingesetzt wurde. 

## Geschichte
Das Amt Brandenstein gehörte ursprünglich zur Grafschaft Rieneck. Ulrich II. von Hanau kaufte es 1316 von seinem Onkel, Graf Ludwig von Rieneck-Rothenfels, mit Zustimmung des Lehensherren, des Bischofs von Würzburg.
1717 wurde es von Hanau an den Landgrafen von Hessen-Kassel für ein Darlehen über 100.000 Gulden verpfändet. Es wurde seitdem wie ein Landesteil der Landgrafschaft verwaltet. Die Pfandsumme diente Graf Johann Reinhard III., dem letzten männlichen Mitglied der Hanauer Grafenfamilie, dazu, die Hanau-Lichtenberger Passivlehen des Bistums Straßburg und des Erzbistums Mainz auch über seinen Tod hinaus für seine einzige Tochter, die Landgräfin Charlotte Christine (* 1700; † 1731), verheiratet mit Erbprinz Ludwig (VIII.) von Hessen-Darmstadt (* 1691; † 1768), und deren Erben zu sichern. 
Nach dem Tod des Grafen Johann Reinhard III. 1736 erbte Landgraf Friedrich von Hessen-Kassel die Grafschaft Hanau-Münzenberg und damit auch das Amt Brandenstein, trat die Grafschaft aber sofort an seinen jüngeren Bruder, Wilhelm VIII., ab, da er selbst König von Schweden war und sich damit dauerhaft außer Landes aufhielt. Das Amt Brandenstein wurde aber zunächst weiter wie ein Landesteil der Landgrafschaft verwaltet, weil aufgrund der besonderen Verhältnisse in der Familie der Landgrafen von Hessen-Kassel die Grafschaft Hanau-Münzenberg über ein halbes Jahrhundert wie eine Sekundogenitur für jüngere Prinzen behandelt wurde, zunächst für Wilhelm VIII. und ab 1760 für Erbprinz Wilhelm (IX.), und selbständig blieb. Erst ab 1786, als Landgraf Wilhelm IX. auch die Landgrafschaft erbte, wurde das Amt Brandenstein in vergrößertem Umfang wieder der Grafschaft Hanau-Münzenberg, die nun praktisch ein Landesteil von Hessen-Kassel war, zugeschlagen und teilte deren weiters territoriales Schicksal.
1803 wurde die Landgrafschaft Hessen-Kassel zum Kurfürstentum Hessen erhoben. Während der napoleonischen Zeit stand das Amt Brandenstein ab 1806 unter französischer Militärverwaltung, gehörte 1807–1810 zum Fürstentum Hanau, und dann von 1810 bis 1813 zum Großherzogtum Frankfurt. Anschließend fiel es wieder an das Kurfürstentum Hessen zurück. Nach der Verwaltungsreform des Kurfürstentums Hessen von 1821, im Rahmen derer Kurhessen in vier Provinzen und 22 Kreise eingeteilt wurde, ging das Amt Brandenstein im neu gebildeten Kreis Schlüchtern auf.

## Bestandteile
Das Amt Brandenstein bestand aus folgenden Orten:
- Burg Brandenstein
- Brühl (nach 1786)
- Eichenried (nach 1786)
- Elm
- Eschers
- Gundhelm
- Hutten
- Kohlenhof (Zeche) (nach 1786)
- Oberkalbach
- Schwarzbachhof (nach 1786)